# Imany
Nadia Mladjao (n. 5 aprilie 1979), cunoscută după numele de scenă Imany, este o cântăreață franceză de muzică afro-soul. Albumul său de debut, The Shape of a Broken Heart, lansat în 2011, a obținut discul de platină în Franța, Grecia și trei discuri de platină în Polonia.
Născută în Martigues, lângă Marseille, Imany provine dintr-o familie originară din Insulele Comore.  Numele său de scenă, Imany (Imani) înseamnă „credință” în limba swahili.

## Discografie

### Albume de studio
| Titlu                       | Detalii album                                                              | Poziții în topuri | Poziții în topuri | Poziții în topuri | Poziții în topuri | Poziții în topuri | Poziții în topuri | Poziții în topuri | Certificări                      |
| Titlu                       | Detalii album                                                              | FRA               | BEL (Vl)          | BEL (Wa)          | GER               | ITA               | POL               | SWI               | Certificări                      |
| --------------------------- | -------------------------------------------------------------------------- | ----------------- | ----------------- | ----------------- | ----------------- | ----------------- | ----------------- | ----------------- | -------------------------------- |
| The Shape of a Broken Heart | - Lansat: 2011 - Label: Think Zik! - Formate: CD, download digital         | 19                | 55                | 47                | 47                | 10                | 4                 | 36                | - FRA: Platină - POL: 3× Platină |
| Sous les jupes des filles   | - Lansat: 26 mai 2014 - Label: Think Zik ! - Formate: CD, download digital | 84                | —                 | 120               | —                 | —                 | 16                | —                 |                                  |

### EP-uri
- 2010: Acoustic Sessions

### Single-uri

#### Ca artist principal
| Single                         | An   | Poziții în topuri | Poziții în topuri | Poziții în topuri | Poziții în topuri | Certificări        | Album                       |
| Single                         | An   | FRA               | RUS               | POL               | ITA               | Certificări        | Album                       |
| ------------------------------ | ---- | ----------------- | ----------------- | ----------------- | ----------------- | ------------------ | --------------------------- |
| "You Will Never Know"          | 2011 | 26                | 1                 | 5                 | 1                 | - FIMI: 2× Platină | The Shape of a Broken Heart |
| "Please and Change"            | 2012 | —                 | —                 | —                 | —                 |                    | The Shape of a Broken Heart |
| "The Good The Bad & The Crazy" | 2014 | 79                | 1                 | —                 | 1                 |                    | Sous les jupes des filles   |
| "Don't Be so Shy"              | 2015 | 84                | —                 | 15                | —                 |                    |                             |

#### Ca artist secundar
| Single                                        | An   | Poziții în topuri | Poziții în topuri | Album |
| Single                                        | An   | FRA               | BEL (Wa)          | Album |
| --------------------------------------------- | ---- | ----------------- | ----------------- | ----- |
| "Le mystère féminin" (Kery James feat. Imany) | 2013 | 120               | 10 (Ultratip)     |       |